# Panayiotis Kokoras

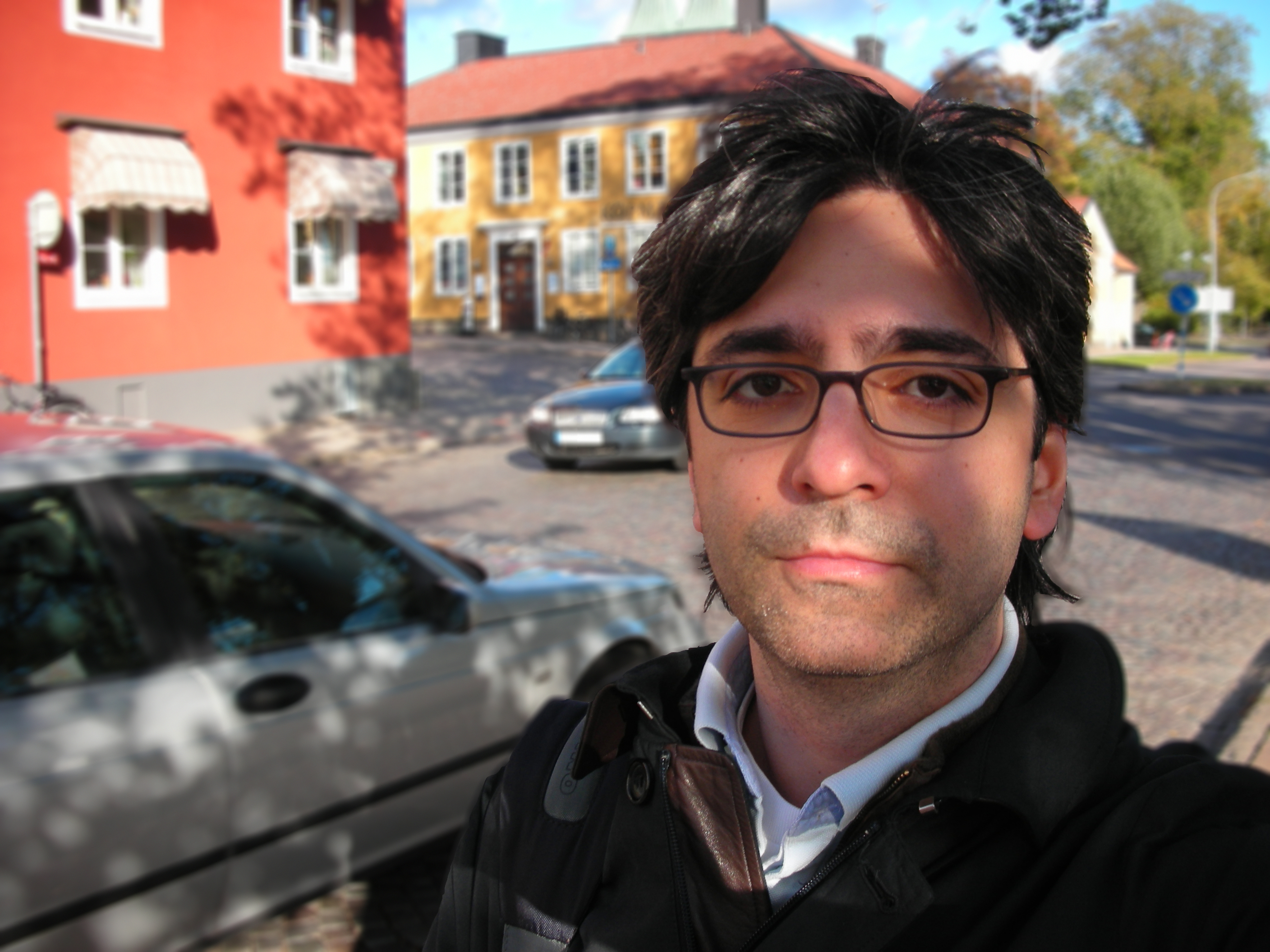
Panayiotis Kokoras (2010)

Panayiotis Kokoras (griechisch Παναγιώτης Κόκορας; * 1974 in Ptolemaida, Griechenland) ist ein griechischer Komponist.
Kokoras studierte Komposition und klassische Gitarre in Athen. 1999 begab er sich für ein postgraduierten Studium nach England und studierte Komposition an der Universität von York mit Unterstützung des Arts and Humanities Research Board (AHRB) und der Al. Trianti Music Scholarships (Society Friends of Music).
Kompositionen entstanden im Auftrag von Institutionen und Festivals wie FROMM (Harvard University), IRCAM, MATA (Music At The Anthology), Spring Festival (York University), Gaudeamus (Niederlande), Forum Wallis (Schweiz), ZKM (Deutschland), der Siemensstiftung (Deutschland), IMEB (Frankreich) und wurden verschiedentlich aufgeführt und in Europa, Asien und Amerika im Rundfunk übertragen. Seine Werke haben verschiedene Preise bei internationalen Wettbewerben gewonnen, darunter der Look and Listen Prize 2004 – New York, Gaudeamus 2004 und 2003, Bourges Residence Prix 2004, JTTP 2003 – Kanada/Großbritannien, Insulae Electronicae 2003 – Italien, Jurgenson Competition 2003 – Russland, Seoul international competition 2003 – Korea, Takemitsu Composition Award 2002 – Japan, Noroit Prize 2002 – Frankreich, Musica Viva 2002 – Portugal, CIMESP 2002 – Brasilien, Musica Nova 2001 – Tschechien, Métamorphoses 2000 – Brüssel.
Panayiotis Kokoras hat eine spezielle Kompositionsmethode entwickelt, die er „holophonische musikalische Textur“ nennt. Damit entwickelte er eine differenzierte Kontrolle abstrakter Klangstrukturen, bei der er vor allem an der sich wandelnden Klangpoetik und der zeiträumlichen Präzision interessiert ist. Er befasst sich mit der Wahrnehmung des Hörers und wie er ein akustisches Signal in eine strukturelle Repräsentation auf der Grundlage psychoakustischer Wahrnehmungen von Musik einordnet. Seine Kompositionen verarbeiten Einflüsse der elektroakustischen Verarbeitung instrumentaler Klänge und umgekehrt. Panayiotis Kokoras’ Spannbreite reicht von akustischen Arbeiten und Mixed-Media, Improvisation und Tonbandkompositionen.
Er ist Gründungsmitglied des Zusammenschlusses griechischer elektroakustischer Komponisten (HELMCA), in welchem er 2004-12 als Vorstand und Präsident wirkte. Seit 2004 unterrichtet er nacheinander am Institut für Technologie und Pädagogik in Kreta, an der Aristotle University in Thessaloniki und ab 2012 an der University of North Texas. Seine Werke wurden bei NOR, Miso Musica, SAN / CEC, Independent Opposition Records veröffentlicht.